# Congregatio Discipulorum Domini
Congregatio Discipulorum Domini (Kongregation der Jünger des Herrn, Ordenskürzel: CDD) ist eine in 1927 in China gegründete Ordensgemeinschaft in der Rechtsform einer Kongregation bischöflichen Rechts. Ihre Tätigkeitsschwerpunkte liegen in der Seelsorge in Ostasien.

## Geschichte
Die Kongregation wurde am 4. Januar 1927 im Bezirk Xuanhua in Zhangjiakou von Celso Costantini gegründet, der von 1922 bis 1931 Apostolischer Delegat in China war. Als Delegat baute Costantini die Mission in China auf und gründete mehrere Schulen, Vereine, Pfarreien und eine katholische Universität. Sein Anliegen war es, die Enkulturation des christlichen Glaubens in China zu fördern; Ziel der Ordensgründung war es, dies durch die Förderung von Berufungen einheimischer Christen zu unterstützen. Am 31. März 1931 erhielt die Gemeinschaft die Diözesanzulassung von Bischof Peter Tcheng (Diözese Xuanhua). Nach der Machtergreifung durch Mao Zedong im Jahr 1949 übersiedelte der Hauptsitz der Gemeinschaft nach Taipeh. 
Die Spiritualität des Ordens ist bestimmt von der Verehrung der Eucharistie und Loyalität gegenüber dem Heiligen Stuhl. Die Leitung liegt bei einem Generaloberen, die Generalkurie befindet sich in der Stadt Taipeh. Seit dem 4. Januar 2024 ist John Chia, der das Amt bereits von 2011 bis 2017 innehatte, Generaloberer der Gemeinschaft.
Die Kongregation weitete ihre Tätigkeit in Asien aus und ist heute neben Taiwan in Indonesien, Malaysia, Singapur und auch in Kanada tätig, und zwar auf dem Gebiet der religiösen Bildung und Erziehung, der Seelsorge für Brautleute und Familien, für Mandarin sprechende Migranten, im kirchlichen Gerichtswesen und in der Öffentlichkeitsarbeit. Die Priester sind vielfach in der Pfarrseelsorge im Einsatz. Im Catholic Theological Institute of Singapore sind Angehörige der Kongregation maßgeblich an der Mandarin-Abteilung beteiligt.